# Werner Schulze
Pour les articles homonymes, voir Schulze.
Ne doit pas être confondu avec Werner Schulz.
Werner Schulze (15 janvier 1895 à Calbe — 3 novembre 1966 à Stuttgart) est un Generalmajor der Reserves allemand qui a servi au sein de la Heer (armée de Terre) dans la Wehrmacht pendant la Seconde Guerre mondiale.
Il a été récipiendaire de la croix de chevalier de la croix de fer avec feuilles de chêne. La croix de chevalier de la croix de fer et son grade supérieur, les feuilles de chêne, sont attribués pour récompenser un acte d'une extrême bravoure sur le champ de bataille ou un commandement militaire avec succès.

## Biographie
Werner Schulze est le fils de Willi Schulze, propriétaire d'une briqueterie à Calbe. Werner Schulze s'engage dans l'armée à l'automne 1913 en tant que porte-drapeau. Avec un brevet datant du 28 janvier 1913, il est promu lieutenant le 6 août 1914 dans le 36e régiment de fusiliers.
Werner Schulze est capturé par les forces britanniques en 1945 et est libéré en 1948.

## Décorations
- Croix de fer (1914)
  - 2e classe
  - 1re classe
- Croix d'honneur pour combattants 1914-1918
- Agrafe de la croix de fer (1939)
  - 2e classe
  - 1re classe
- Insigne d'assaut d'infanterie
- Médaille du front de l'Est
- Croix allemande en or (2 octobre 1943)
- Croix de chevalier de la croix de fer avec feuilles de chêne
  - Croix de chevalier le 1er mars 1942 en tant que Major der Reserves et commandant du II./Infanterie-Regiment 510[1]
  - 557e feuilles de chêne le 23 août 1944 en tant que Oberst der Reserves et commandant du Grenadier-Regiment 551[2]